# Бовізіо-Машіаго
Бовізіо-Машіаго, Бовізіо-Машіаґо (італ. Bovisio-Masciago) — муніципалітет в Італії, у регіоні Ломбардія,  провінція Монца і Бріанца.
Бовізіо-Машіаго розташоване на відстані близько 500 км на північний захід від Рима, 18 км на північ від Мілана, 10 км на захід від Монци.
Населення — 17 110 осіб (2014).
Щорічний фестиваль відбувається 12 травня, 11 листопада. Покровитель — San Pancrazio.

## Демографія
Населення за роками:

Станом на 1 січня 2023 року в муніципалітеті офіційно проживали 1402 іноземці з 70 країн, серед них 424 громадяни країн Євросоюзу та 154 громадяни України.

## Сусідні муніципалітети
- Черіано-Лагетто
- Чезано-Мадерно
- Дезіо
- Лімб'яте
- Соларо
- Варедо